# Зифф, Пол
(Роберт) Пол Зифф (англ. Robert Paul Ziff; 22 октября 1920, Нью-Йорк — 9 января 2003, Чапел-Хилл, Северная Каролина) — американский художник и философ, специалист в области семантики и эстетики.

## Научная карьера
Свою научную карьеру Зифф начал с изучения искусства в Колумбийском университете и в Институте искусств Нью-Йорка в 1937—1939 годах. С 1939 по 1942 год был практикующим художником, частично субсидированным Фондом Соломона Р. Гуггенхейма. В 1945 году он продолжил обучение искусству и философии в Корнеллском университете в Нью-Йорке, после трехлетней военной службы в рядах береговой охраны США. В январе 1949 года окончил учебную программу с присвоением ему степени бакалавра изящных искусств. Он продолжил своё обучение в Корнеллском университете, и в сентябре 1951 года ему была присуждена степень доктора философии.
Зифф провел два года в Мичиганском университете, сначала в качестве ассистента по исследованиям в рамках проекта «Язык и символизм», а впоследствии, в качестве инструктора. В 1954 году Пол Зифф начал работу в Гарвардском университете в качестве инструктора, а позднее в этом же году, стал ассистент-профессором.
Он оставался в Гарварде до 1959 года, взяв за этот период два раза отпуск; для обучения в Оксфордском университете в 1955 году и для преподавания в Принстонском университете в 1958 году. С 1959 по 1964 год он был доцентом в Университете Пенсильвании, при этом в 1962—1963 годах он учился в Риме по стипендии Гуггенхайма.
С 1964 по 1968 год Зифф был профессором в Висконсинском университете в Мэдисоне, а с 1968 по 1970 год профессором в Иллинойском университете в Чикаго, но затем получил должность в Университете Северной Каролины в Чапел-Хилле «профессора Уильяма Ранда Кенана-младшего» с 1970 по 1988 год. В 1994 году в Университете Северной Каролины в Чапел-Хилле была создана профессорская ставка «Выдающегося профессора Роберта Пола Зифа».
С 1988 по 2003 год Зифф продолжил работу в качестве заслуженного профессора. Последние годы Роберт Пол Зифф провёл там же, в Чапел-Хилле, где умер в 2003 году.

## Философские и остальные работы

### Статьи
Первые работы Пола Зиффа были опубликованы в 1949 году, во время обучения в аспирантуре, по преимуществу, это были обзоры книг для журнала «The Philosophical Review». Зифф публиковал свои статьи в течение всей последующей жизни, его последняя статья появилась в 1990 году в специальном выпуске журнала «Диалектика». Тема этого выпуска, как и статья, написанная Зиффом, были посвящены памяти его бывшего учителя в Корнелле, Макса Блэка.
Зифф опубликовал шесть книг, 38 статей, пять обсуждений и 14 обзоров. Его первые четыре книги были опубликованы издательством Cornell University Press; последние две были опубликованы издательством Рейдель. Зифф выбрал издательство Рейдель в 1980-х годах, потому что их управляющий редактор Яакко Хинтикка предложил опубликовать две крупных рукописи Зиффа, и издать их в виде последовательных томов в серии «библиотека синтез» (Synthese Library).
Статьи Зиффа публиковались чаще всего в The Philosophical Review, Mind, The Journal of Philosophy, Analysis, and Foundations of Language (который стал называться «Studies in Language» в конце 70-х годов). Много раз Пола приглашали внести свой вклад в различные конференции и собрания, благодаря чему появилось пятнадцать статей и обсуждений за его авторством — некоторые из них были опубликованы в известных собраниях статей, в том числе в «The Structure of Language» Каца и Фодора (1964) Semantics of Natural Language Хармана и Дэвидсона (1972). Большинство статей Зиффа (29) содержатся в его книгах. Статья, которая не была опубликована таким образом — О Собственных Именах «About Proper Names» из журнала Mind. Эта статья была выбрана в качестве одной из лучших статей по философии 1977 года и переиздана в The Philosopher’s Annual. Кроме этого у него есть три обзора, посвященных философии Витгенштейна, а один — на его собственную философию. Публикации Зиффа в основном относятся к разделам философии языка, философии искусства, философии сознания и эпистемологии, но также некоторые статьи относятся к философии религии и этики.
Статья «искусство и „предмет искусства“» (Art and the 'Object of Art') первоначально была опубликована в Mind в 1951 году, она рассматривает утверждение, выдвинутое видными философами в 1930-х — 1950-х годах, что «картина не является произведением искусства». Эта статья также переиздана и в других журналах, в частности, в знаменитой коллекции «Эстетики и языка» (Aesthetics and Language) Уильяма Элтона. «Задача определения произведения искусства» (The Task of Defining a Work of Art) была издана в сборниках статей как минимум три раза. Это самая сложная из статей, посвященных теме трудности определения искусства в период влияния философии Витгенштейна и философии обыденного языка. Статья «Основания в художественной критике» (Reasons in Art Criticism) была издана в двух лучших антологиях эстетики 60-х годов, под редакцией Кенника и Марголиса. Эта статья появилась также в серии переизданий по философии издательского дома Bobbs-Merrill, которая была подборкой самых обсуждаемых статей в 50-х и 60-х годах. Джордж Дики посвятил главу своей книги «Оценка искусства» (Evaluating Art) позиции Зиффа из «задачи определения произведения искусства», и через 30 лет после публикации статьи Зиффа он сказал, что эта позиция "остается одной из немногих действительно стимулирующих работ современных философов по теории оценки искусства «.
Многие студенты знают Пола Зиффа по его работам философии сознания, например, по статье „Философские повороты“ (Philosophic Turnings). Статья „чувства роботов“ (The Feelings of Robots), в которой Зифф спорил с типичным для него апломбом, что роботы не могут испытывать чувства, привлекла к себе наибольшее внимание: появилось множество ответов от других исследователей, переизданий и включений в списки учебных курсов. Это началось с изданием статьи журналом „Анализ“ в 1959 году вместе с ответами Джека и Ниниана Смарта на сборник „Умы и машины“ (Minds and Machines) Алана Росса Андерсона в 1964 году, который был частью Contemporary Perspectives in Philosophy Series и первым собранием статей по теме мышления у машин. Люди, которые писали на эту тему, такие как Кейт Гандерсон (Keith Gunderson), неизменно ссылаются на эту короткую статью Зиффа.
Ещё одной публикацией в журнале „Анализ“ стала статья „О бихевиоризме“ (About Behaviorism). В ней подвергнуты анализу два плохих аргумента против философского бихевиоризма, для того чтобы показать разницу между грубым и изысканным бихевиоризмом, как выразился Вере Чаппелл. Чаппелл включил эту статью в свой сборник „Философия сознания“ (The Philosophy of Mind), который вышел в 1962 году и был первым собранием работ в этой области философии. „Простота других сознаний“ (The Simplicity of Other Minds) происходит из Журнала Философии. Первоначально это была заказная статья для выступления на собрании восточного отдела Американской философской ассоциации в 1965 году. Обозревателями статьи стали Сидни Шумейкер и Алвин Плантинга. Зифф вышел на проблему другого сознания, рассматривая его как вопрос о выборе лучшей объяснительной гипотезы. По словам Хилари Патнэма, Зифф распространил „позицию эмпирического реализма до скептицизма“. В своей ответной статье на публикацию Зиффа „Другие умы“ (1972) Патнэм рассмотрел и аргумент Зиффа, и критику его комментаторов. Он высказался о „существенном согласии“ с Зиффом о том, как решить проблему других умов, и в „общем несогласии с ставшим популярным отношением точки зрения“ о критериях, аналогиях и способов изучения языка».

## Сочинения
- Art and the Object of Art (1951)
- The Task of Defining a Work of Art (1953)
- Reasons in Art Criticism (1958)
- About Behaviourism (1958)
- The Feelings of Robots (1959)
- On What a Painting Represents (1960)
- Semantic Analysis (1960)
- On Understanding Understanding Utterances (1964)
- The Simplicity of Other Minds (1965)
- On H.P. Grice’s Account of Meaning (1967)
- What is Said (1972)
- Understanding Understanding (1972)
- The Cow on the Roof (1973)
- About Proper Names (1977)
- Anything Viewed (1979)
- Art and Sociobiology (1981)